# Abba (Äthiopien)
Abba (äthiop. አባ) bedeutet in der amharischen Sprache von Äthiopien wörtlich Vater.
Mit diesem Wort werden alle Geistlichen der äthiopisch-orthodoxen Kirche bezeichnet. Abba wird auch als Beiname von Kaisern und anderen hohen, weltlichen Würdenträgern Äthiopiens verwendet.